# Lilla Melodifestivalen 2008
Lilla Melodifestivalen 2008 hölls den 4 oktober 2008, i Sveriges Television. Nassim Al Fakir var programledare. Precis som föregående år kommer ettan och tvåan att representera Sverige i MGP Nordic 2008, som 2009 hölls i Århus i Danmark.
Det slutade med att Linn Eriksson från Falun vann med 16 poängs skillnad med sin ballad En sång från hjärtat, som handlade om hennes kompis som begått självmord. Jonna Torstensson från Färgelanda kom tvåa med sin upptempolåt Kommer jag våga.

## Bidragen
1. Hilda Stenmalm - Sanningens minut
2. Bamselito - BAMSHAD de é jag
3. Evelina & Ninnie - På radion
4. Ida & Tilda - Tjena, hallå, hej
5. Nils Axelsson - När kommer min dag
6. Avalon - Var stark
7. Sputnik - Coola är vi
8. Linn Eriksson - En sång från hjärtat
9. Jonna Torstensson - Kommer jag våga
10. Nils Norrhamn (Nisse) - Blixt & dunder

## Resultatet
- En sång från hjärtat, 100 poäng
- Kommer jag våga, 84 poäng
- Sanningens minut, 78 poäng
- Blixt & dunder, 64 poäng
- Var stark, 46 poäng
- När kommer min dag, 28 poäng
- På radion, 28 poäng
- Coola är vi, 26 poäng
- BAMSHAD de é jag, 26 poäng
- Tjena, hallå, hej, 20 poäng'